# Little More (Royalty)
Little More (Royalty) è un brano musicale del cantante statunitense Chris Brown del suo settimo album in studio, Royalty, pubblicato il 18 dicembre 2015. Il brano è stato scritto dallo stesso Brown ed è dedicato alla figlia dell'artista, Royalty Brown, ed è stato prodotto da The Audibles e Poo Bear.

## Video musicale
Il video musicale di Little More (Royalty) è stato pubblicato il 18 dicembre 2015 e si tratta dell'ultimo video musicale che fa parte della serie di video di Royalty che seguono una storia.
Il video inizia con un breve flashback dei precedenti video musicali di Liquor, Zero, Fine by Me, Wrist, Back to Sleep, Anyway e Picture Me Rollin', poi segue con una scena dove il cantante si sveglia e si ritrova una bambina che gioca accanto al suo letto, interpretata dalla figlia, Royalty. Brown, sorpreso dalla presenza della bambina, quando lei gli tende un giocattolo lui lo prende, successivamente si alternano scene dove il cantante gioca con la bambina e la abbraccia mentre dorme, le scene finali del video mostrano il cantante e la bambina giocare con le bolle.

## Classifiche
| Classifica (2016)          | Posizione massima |
| -------------------------- | ----------------- |
| Canada                     | 98                |
| Stati Uniti                | 91                |
| U.S. Hot R&B/Hip-Hop Songs | 32                |